# Larry Williams
Pour les articles homonymes, voir Williams.
Larry Williams (de son vrai nom Lawrence Eugene Williams) est un chanteur, pianiste et compositeur de rock 'n' roll et de rhythm and blues américain né le 10 mai 1935 à La Nouvelle-Orléans. Il s'est suicidé le 2 janvier 1980 à Los Angeles. Son style musical était proche de celui de Little Richard. Connu notamment pour les titres Bony Moronie et Dizzy Miss Lizzy, il a eu une influence importante sur les Beatles qui ont repris quelques-unes de ses chansons.

## Biographie
Enfant, il est élevé à La Nouvelle-Orléans où il apprend le piano. Sa famille s'installe ensuite à Chicago, puis à Oakland, où il fait ses débuts en 1951 comme bassiste du groupe The Teardrops, puis comme pianiste au sein des Lemon Drops, qui interprète des standards de Fats Domino ou Ray Charles.
Engagé en 1954 dans l'orchestre de Lloyd Price, il devient son concurrent pour le label Specialty, reprenant Just Because ou Lawdy Miss Clawdy. Il est ensuite choisi par Robert "Bumps" Blackwell pour remplacer Little Richard qui était entré dans les ordres. Il obtient un certain succès avec Short Fat Fanny, Bony Moronie et Dizzy Miss Lizzy, avant de sortir l'album Here's Larry Williams en 1958. Puis il est renvoyé par Specialty en 1959 après avoir été condamné pour trafic de stupéfiants.
Il enregistre un nouvel album chez Chess Records, puis signe chez Mercury Records, mais aucune de ses chansons ne grimpe au hit-parade. 
C'est finalement de l'Angleterre qu'il obtient la reconnaissance qu'il mérite. Les Beatles enregistrent en effet trois de ses titres (Dizzy Miss Lizzy, Slow Down et Bad Boy). La chanson She Said Yeah est reprise par les Rolling Stones et par les Animals. Il fait alors une tournée en Grande-Bretagne en 1965 en compagnie de Johnny « Guitar » Watson. Deux albums live sont enregistrés durant cette tournée. Il travaille par la suite pour les compagnies Okeh Records, Venture et Bell.
Larry Williams est retrouvé mort à son domicile de Laurel Canyon avec une balle dans la tête à l'âge de quarante-quatre ans. La thèse du suicide est contestée par certains.

## Reprises
Outre celles citées plus haut, les chansons de Larry Williams sont interprétées par de nombreux artistes.
- John Lennon a repris Dizzy Miss Lizzy avec le Plastic Ono Band enregistré en direct sur le disque Live Peace in Toronto 1969 et Bony Moronie sur son disque Rock 'n' Roll.
- Bony Moronie est également jouée par Dick Dale, Johnny Burnette, The Who, The Sonics, Johnny Winter, Dr. Feelgood, The Flying Burrito Brothers, et en France par Vic Laurens, etc.
- Paul McCartney a enregistré She Said Yeah sur son disque Run Devil Run.
- Slow Down a été chantée par The Jam, Bobby Fuller, Jack Earls, The Trashmen, The young Rascals, The Pirates et en France par Long Chris.
- Peaches and Cream est repris par The Ikettes.
- Bad Boy sera repris par le supergroupe The Jaded Hearts Club lors du Live at the 100 Club à Londres.

## Discographie
- 1958 : She Said Yeah!

- 1959 : Here's Larry Williams

- 1967 : Larry Williams' Greatest Hits

- 2007 : The Best of the Northern Soul Story

- 2007 : The Northern Soul Story, Volume 2: The Golden Torch

- 2007 : The Northern Soul Story Volume 3: Blackpool Mecca

- 2007 : The Northern Soul Story, Volume 4: Wigan Casino